# Lyndon B. Johnson
Lyndon Baines Johnson, ameriški politik, * 27. avgust 1908, Stonewall, Teksas, ZDA † 22. januar 1973, Johnson City, Teksas, ZDA.
Bil je 36. predsednik Združenih držav Amerike, predsednik pa je postal leta 1963 po smrti takratnega predsednika Johna Kennedyja. Leta 1964 je bil na volitvah izvoljen za predsednika in je na tem položaju ostal vse do leta 1969.

## Politična kariera
Johnson je bil kongresnik ZDA (1937-1949), senator ZDA (1949-1961). Veljal je za vplivnega demokratskega senatorja. Pred predsedniškimi volitvami 1960, se je potegoval za demokratsko predsedniško nominacijo, a ga je premagal mladi senator iz Massachusettsa John F. Kennedy. Le-ta ga je v nadaljevanju kampanje izbral za svojega podpredsedniškega kandidata. Zmaga je bila kljub Kennedyevi priljubljenosti negotova, a je naposled za 0,17 % glasov premagal predhodnega predsednika Nixona. Johnson ni užival zaupanja nekaterih članov Kennedyeve administracije, znano je, da se je počutil odmaknjenega; izjavil je: »Moja prihodnost je za mano.«.

### Predsednik ZDA
Dve uri in osem minut po atentatu na Johna F. Kennedya, 22. novembra 1963, je Johnson na predsedniškem letalu Air Force One v družbi ožje ekipe in sodnice Sarah T. Hughes prisegel kot 36. predsednik Združenih držav Amerike. Eden glavnih ciljev njegovega mandata je bila potrditev človekovih pravic, ki bi črnsko prebivalstvo izenačile z belskimi. Večkrat se je v ta namen srečal z Martinom Luthrom Kingom. Ideja je bila v času hude razdeljenosti američanov na sever in jug družbeno izjemno tvegana. Kljub temu je Johnsonu uspelo odlok o človekovih pravicah parafirati, podpisom je potekal 2. julija 1964.
Do leta 1965 ni imel podpredsednika.

#### Mandat 1964-1969
Predvsem zaradi uveljavitve človekovih pravic je Johnson doživel veliko podporo v državi, kar se je potrdilo na predsedniških volitvah 1964, ko je republikanskega kandidata Barrya Goldwaterja premagal z 61, 1 % glasov. Osvojil je 44 od 50. zveznih držav ZDA, tudi tradicionalno republikanski jug države. Drugi mandat je zaznamovala predvsem ideja "Great Society" in nadaljevanje vojne v Vietnamu, ki je vzela tudi ogromno ameriških življenj, kar je omajalo tudi Johnsonovo priljubljenost. Po množičnih protestih se je odločil, da se za ponovni mandat ne bo potegoval. Ostaja zadnji predsednik, ki je sprejel takšno odločitev.
Njegov podpredsednik v tem mandatu je bil Hubert Humphrey.

## Zasebno življenje
Poročen je bil z Lady Bird Johnson, s katero je imel dve hčerki; Lyndo Bird Johnson Robb in Luci Baines Johnson. Bil je strasten kadilec, znan je bil tudi po začinjenem besednjaku.

## Smrt
12. januarja 1973 je na svojem posestvu dal še zadnji intervju. Z novinarjem Walterjem Cronkitejem je govoril o svoji politični zapuščini. Čez deset dni, dva dni po inavguraciji novega predsednika Richarda Nixona (22. januarja 1973) je ob 13:39 uri na svojem domu doživel srčni zastoj. Pomoč naj bi po telefonu poklical še sam. Prepeljali so ga v bolnišnico Brooke Army Medical Center, kjer so ga potrdili za mrtvega. Umrl je v starosti 64 let.
Pogrebna slovesnost je potekala v katoliški cerkvi National City Christian Church v Washingtonu, udeležili pa so se je mnogi državniki sodobniki, tudi novi predsednik Richard Nixon. Zaradi bližine inavguracijske slovesnosti je bil protokol pogreba predsednika nekoliko spremenjen. Johnsona so pokopali na zasebnem pokopališču v bližini njegove rojstne hiše.

## Obeležja
V spomin Lyndonu B. Johnsonu je postavljenih več kipov, leta 2016 pa so po njem posneli biografski film "LBJ", v režiji Roba Reinerja. V filmu je naslovno vlogo zaigral Woody Harrelson. Po njem je poimenovana tudi teksaška knjižnica Lyndon Baines Johnson Library v Austinu ter spominski park v Washingtonu.